# Club Deportivo Real Sociedad Hípica de Valladolid
El Club Deportivo Real Sociedad Hípica de Valladolid es un club deportivo español situado en Valladolid.

## Historia
El 5 de agosto de 1904 se funda la  Sociedad Hípica de Valladolid para dar continuidad a la organización de los concursos de salto de obstáculos que la Academia de Caballería de Valladolid había comenzado a celebrar en 1903. El 8 de julio de 1919, el rey Alfonso XIII concede el Título de Real a la Sociedad Hípica de Valladolid. El 25 de marzo de 1944 se fusiona con la Sociedad de Tenis del Arco. Por orden ministerial 700/72319/85 de fecha 19 de julio de 1985, la Real Sociedad Hípica fue reconocida con personalidad jurídica propia, como integrada en las Agrupaciones Deportivas de las Fuerzas Armadas. El 5 de septiembre de 1990, tras la entrada en vigor de la Ley de Educación Física y Deportes, se aprobaron los nuevos Estatutos del Club Deportivo Real Sociedad Hípica, de carácter civil, y el 12 de mayo de 2006 se modificaron para adaptarse a la Ley 2/2003, de 28 de marzo, del Deporte de Castilla y León.

## Deportes
- Equitación
- Pádel
- Tenis
- Natación

## Concursos
Organiza anualmente varios concursos de saltos de obstáculos, entre los que se encuentra un CSN5* incluido en la Liga Nacional de Saltos de la Real Federación Hípica Española y en el que se disputa el Gran Premio Excelentísimo Ayuntamiento de Valladolid.